# プロコンプソグナトゥス
プロコンプソグナトゥス (Procompsognathus) は小型の獣脚類の一属。後期三畳紀のノーリアン期に生息していた。この恐竜は主竜類と分類されることもあるが、この項目では恐竜として扱う。

## 発見
1909年の春、バーデン＝ヴュルテンベルク州北部のStrombergに位置する採石場 Weiße Steinbruch において、保存状態の悪い部分的な骨格が見つかった。採石場の所有者 Albert Burrer は、これをEberhard Fraas教授に送った。1911年10月9日、Fraas は講義の中で、これを Hallopus celerrimus の名で、鳥類の起源に繋がる化石として紹介したが、正式な命名はこれより後の1913年で、この標本は Procompsognathus triassicus と命名された。属名は「コンプソグナトゥスの祖先」を意味する。だが、その後の研究では本属とコンプソグナトゥスは特に近縁ではないと考えられている。種小名は「三畳紀の」を意味する。
コイパーのStuben砂岩（ノリアン階中期）から産出する。ホロタイプのSMNS 12591は3つの砂岩から構成されている。1つ目は、7cm程度で粉砕された頭骨と下顎を含む。2つ目と3つ目は、29個の椎骨・肋骨・肩帯を含む1本の前肢・1個の腸骨・1対の恥骨と後肢からなる後体部の化石である。これらは成体のものである。
1921年、Friedrich von Hueneは、基産地より産出した2つの標本（ホロタイプより大きい頭骨と下顎の一部(SMNS 12352)、分離した左手(SMNS 12352a)）を本種のものであるとした。

## 形態
Fraasは全長を75 cm程度と予測したが、現在では1 mほどとされている。2010年、グレゴリー・S・ポールは体重を1kg程度と推定した。二足歩行で、長い後肢と短い前肢を持ち、手には鉤爪があった。吻は細長く、顎には細かい歯があった。尾は頑丈であった。乾燥した内陸部に生息し、昆虫やトカゲなどの小動物を食べていたと考えられている。

## 分類
二足歩行の小型肉食動物であることは間違いないが、保存状態がかなり悪いため正確な分類は困難である。Fraasはこの化石を恐竜であるとした。今日ではあまり使用されないが、1923年、フランツ・ノプシャによりプロコンプソグナトゥス亜科 Procompsognathinae が、1929年、von Hueneによりプロコンプソグナトゥス科 Procompsognathidaeが立てられている。1932年、von Hueneは本種は恐竜ではなく偽鰐類であるとした。その後、本種は獣脚類であると考えられてきたが、von Hueneの標本に関しては様々な論争が起こっている。
1982年、ジョン・オストロムはSMNS 12352とSMNS 12352aは別種の化石であると主張した。1992年、ポール・セレノとRupert Wildは、ホロタイプの後体部はコエロフィシス科のセギサウルス、頭骨とvon Hueneの標本はワニ形類のサルトポスクスのものであると主張した。だが1993年、Sankar Chatterjeeは頭骨を詳細に調べ、ワニ形類のものではないと反論した。
Oliver Rauhut and Axel Hungerbuhler (2000) では、椎骨の形状からするとコエロフィシス科またはケラトサウルス類に属するとしている。Carrano et al. (2005) では、セギサウルスと本種は近縁で、共にコエロフィシス科の恐竜であるとされている。2004年、David Allenは本種を原始的な鳥頸類であると考えた。2006年と2008年、Fabien KnollはSMNS 12352はワニ形類、SMNS 12352aはワニ形類か、他の基底的な主竜類であるとした。また、SMNS 12591の後体部はコエロフィシス科であるが、頭部 (SMNS 12591a) はテタヌラ類の基底あたりに位置する種のものであるとした。2012年、KnollはCTスキャンによってSMNS 12352がワニ形類であることを再確認したが、サルトポスクスのものとは異なると結論した。

## 大衆文化
原作版「ジュラシック・パーク」では "compys" と呼ばれ、催眠性の毒を持つ恐竜として描かれていた。だが、本種が毒を持っていたという証拠はない。